# 康拉德不連續面
康拉德不連續面（Conrad discontinuity），常簡稱為康拉德面，是地球大陸地殼內的次級水平分界面，地震波通過該不連續面時速度會增加。該不連續面在大陸地殼各處的深度在15到20公里之間。但在海洋地殼中則不存在。

## 概要
康拉德不連續面是以地震學家維克托·康拉德命名，該不連續面是指地殼的上層和下層交界。和莫氏不連續面不同的是，康拉德不連續面在部分大陸地殼區域不存在。直到20世紀中期，地質學界一般認為上層大陸地殼是由花崗岩等长英质岩石組成（矽鋁層，Sial），下層大陸地殼則是由玄武岩等基性岩（鐵鎂層，Sima）組成。因此，當時地震學家認為在這兩個化學性質迥異的岩石層之間的康拉德不連續面會對應於相當明顯的分界。
但自1960年代以來這個理論在地質學家間爭議不斷，康拉德不連續面的確切地質意義仍舊不明確。它可能代表了自角閃岩相到麻粒岩相的變化。而在弗里德堡隕石坑中間隆起處和卡普瓦克拉通周圍的調查結果也支持這個說法。

## 相關
- 古氏不連續面 - 地核與地函的交界
- 莫氏不連續面 - 地殼與地函的分界
- 雷氏不連續面 - 地函內P波和S波速度突然增加的區域，部分文獻用來稱呼地核的內核與外核交界。